# Прапор Корюківки
Пра́пор Корю́ківки — міський стяг міста Корюківка.

## Опис
«Квадратне полотнище, що складається з двох вертикальних смуг, від древка червона завширшки в 1/3 сторони прапора, на якій три срібні булави у перев'яз справа, одна над одною, руків'ями донизу. З вільного краю жовта смуга, на якій дуб із червоним стовбуром і зеленою кроною.»
Прапор Корюківки повторює символіку герба:
- Дуб — символізує козака, який заснував поселення, оселившись і «пустивши коріння» на цьому місці. Цей символ також пов'язаний із Корюківським лісом — заповідними дібровами з дубами віком понад 100 років, і нарешті з Корюківським дубом — ботанічною пам'яткою природи віком понад 200 років. Крім того, символ дерева відображає такі особливості економіки міста, як традиційне паперове та меблеве виробництва. Червоний колір стовбура нагадує про Корюківську трагедію і символізує мучеництво й героїзм корюківчан у роки війни.

- Булави — пов‘язують Корюківську громаду з козацькою епохою в історії України, оскільки саме на ці часи припадає час заснування Корюківки. Крім того, підкреслюється унікальний факт, що Корюківка в різний час була ранговим поселенням трьох українських гетьманів, кожен з яких — Самойлович, Мазепа і Полуботок — визначні діячі української історії.